# Marc Cuadrado
Marc Cuadrado est un dessinateur, scénariste et coloriste de bandes dessinées de nationalité franco-canadienne, né le 28 janvier 1959 à Oran, en Algérie.

## Biographie
En 1979, il suit les cours des Arts décoratifs de Nice. Il est influencé par Gotlib.
De 1983 à 1991, il est illustrateur pour le journal Nice-Matin.
En 1986, il crée une agence de publicité, et place des illustrations dans différents journaux en parallèle (Les Clés de l'actualité, Barre à mine)
En 1995, il part au Québec, où il réalise des illustrations pour des romans-jeunesse, et collabore avec plusieurs magazines tels queSafarir, La Presse, Protégez-vous, Québec Science, Vélo Mag, etc.  Il crée un strip (BD de trois ou quatre cases) pour un magazine de vélo où les héros sont Alex Presso, un coursier, et son chien Chougar, déjà plus futé que son maître.
Il crée aussi le personnage de Norma, une adolescente déjantée. La série comporte trois tomes (éditions Casterman).
En 2000, il revient en France et s'installe à Avignon, où il crée les personnages de Parker et Badger. Badger est le nom du chien de sa belle-sœur, ce terme signifie « blaireau » en anglais. C'est ce qui a inspiré Cuadrado à faire accompagner son héros d'un blaireau plutôt que d'un chien.
Il travaille régulièrement pour les journaux Spirou et Mickey.
En 2004, la série Parker & Badger est lauréate du 1er grand prix des lecteurs du Journal de Mickey, et reçoit le prix du meilleur album au Salon européen de la bande dessinée de Nîmes, en mai 2006.
Depuis 2003, tous les gags de Parker & Badger ont été pré-publiés dans le magazine Télé 7 jours.
Une série animée de 52 pastilles d'une minute et inspirée des albums de Parker et Badger parus a été diffusée sur Canal J.
En mai 2012, en collaboration avec Frank Margerin, Cuadrado publie Je veux une Harley aux éditions Fluide glacial. Cet album, en grande partie autobiographique, décrit avec humour la découverte du milieu biker.
Le tome 2, intitulé "Bienvenue au club", parait l'année suivante. Il raconte les péripéties que vivent Marc Carré et son beau-frère Calzone à travers différents clubs de bikers.
Dans le tome 3, La conquête de l'Ouest, paru en septembre 2014, Marc et ses copains bikers réalisent leur rêve : partir en Harley sur les routes de l'ouest américain.
En novembre 2015, parait Harleyluia, le quatrième opus de la série. Marc, Tanie, Alain et Mylène décident de partir en Provence chez Jean-Mi, frère aîné de Marc et maître praticien en thérapies alternatives. Mais le voyage dans le sud n’est qu’une suite de contrariétés. En Provence, l’influence de Jean-Mi sur Tanie exaspère Marc. La cohabitation s’annonce difficile. 
Les quinquas requinqués, cinquième tome de la série, paraît en juin 2017.
Le nouveau tome Garage Sweet Garage paraît le 29 mai 2020.
L'été 2020, Cuadrado écrit la chanson J'veux une Harley pour le chanteur Renaud. Ce dernier ajoute deux couplets au texte et Thierry Geoffroy en compose la musique. Le titre, résolument rock, figure sur la réédition de l'album "Métèque" sorti en décembre 2022.
En mars 2025 paraît le roman graphique Dans ses yeux. Cuadrado abandonne le registre du gag pour raconter, dans un style plus réaliste, le quotidien du couple qu'il forme avec son épouse Tanie, touchée par la malvoyance.

## Séries de bandes dessinées publiées
- Norma, éd. Casterman

1. Libido Fortissimo, 1998
2. Oups !, 1999
3. Non, mais tu t'es vue ?, 2000

- Parker et Badger, éd. Dupuis et Dargaud

1. Duo de choc, 2003
2. Oups !, 2004
3. Passage de blaireaux, 2005
4. Restons zen !, 2006
5. Mon frère, ce blaireau, 2007
6. Jobs-trotters aux USA, 2008
7. Cache ta joie !, 2010
8. Ça t’amuse ?, 2011
9. Attention à la chute !, 2012

- Hors-série Jobs de blaireaux, 2011
- Hors série Blagues appart’, 2012

- Je veux une Harley, éd. Dargaud (sauf tome 1, Fluide Glacial)

1. La vie est trop courte !, 2012
2. Bienvenue au club, 2013
3. La conquête de l'Ouest, 2014
4. Harleyluia, 2015
5. Les quinquas requinqués, 2017
6. Garage Sweet garage, 2020

- Dans ses yeux, éd Bamboo (Grand Angle), 2025